# The Book Job
«The Book Job» (с англ. — «Книжная работёнка») — шестой эпизод двадцать третьего сезона мультсериала «Симпсоны», который вышел на телеканале «Fox» 20 ноября 2011 года. Серия пародирует криминальную комедию «Одиннадцать друзей Оушена».

## Сюжет
После просмотра динозавра шоу на арене в Спрингфилде, Лиза обнаруживает, что одна из её любимых книжных авторов, Т. Р. Фрэнсис, работает там в костюме динозавра. Женщина показывает потрясённой Лизе, что Т. Р. Фрэнсис — полная выдумка, который книжное издательство использует для фотографий на обложки. Все популярные серии книг для взрослых никогда не были написаны одним автором, — они были задуманы руководителями книгоиздания на основе маркетинговых исследований, а авторы-призраки используются, чтобы заработать больше денег.
Когда Гомер узнаёт об этом, он решает разбогатеть. Он собирает группу для написания фэнтези-романа. Команда состоит из Барта, директора Скиннера, Пэтти Бувье, Мо Сизлака и профессора Фринка, каждый из которых обладает личными качествами или опытом, которые помогут в написании книги: Скиннер знает, что любят подростки, Пэтти — фанатка фантастической фантастики, Мо уже издал несколько детских книг, а у Фринка есть компьютер. Лиза потрясена планом отца и, чтобы показать, что это неправильно, она решает самостоятельно написать роман с личной историей, в которой читатели узнают себя.
Для своего романа участники группы решили взять типичные элементы из уже популярных молодежных сериалов: осиротевший главный герой, сверхъестественные силы, тренировочная школа и вымышленный вид спорта. Автор фэнтези Нил Гейман подслушивает разговор команды и предлагает свою помощь в написании романа; однако ему дается задача доставщика еды.
Тем временем Лизе с трудом пишет свою книгу из-за постоянных отвлекающих факторов. Девочка быстро опечаливается, понимая, что её имя никогда не будет в романе.
Члены группы быстро заканчивают роман, который они называют «Близнецы троллей из Академии Андербридж». На книжной ярмарке они встречаются с руководителем книгоиздания «TweenLit Inc.» Хотя роман ему нравится, он отвергает его, потому что в нём нет фальшивого автора с вдохновляющей предысторией. Увидев разочарованную Лизу, Гомер предлагает ей стать фальшивым автором «Близнецов троллей из Академии Андербридж». Лиза признаёт поражение и принимает предложение. Команда снова подходит к издателю, и он решает купить роман за миллион долларов.
Когда команда празднует в таверне Мо, они получают первую копию книги. Однако, они разъярены, обнаружив, что издатель заменил тролль-аспекты на истории на вампиров, переименовав роман на «Близнецы вампиров из Трансильвании», потому что рыночные исследования показали, что вампиры более популярны, чем тролли.
Команда расстроена, что их книга была изменена. Они решают отдать деньги за свою книгу и восстановить справедливость…
Команда врывается в штаб-квартиру «TweenLit Inc.», планируя заменить новый роман своей старой версией до начала массовой печати. Однако, когда они достигают типографии, появляется руководитель книгоиздания с группой вооруженных людей. Он рассказывает, что кто-то из команды сообщил ему о плане. Затем появляется Лиза и признаётся, что это — она, потому что она хочет, чтобы её имя было в книге, которая действительно будет популярной. Руководитель вводит пароль в печатной машине и даёт Лизе честь вставить флешку с романом на нём.
Позже, когда опечаленные члены писательской группы уходят из штаб-квартиры, они проходят мимо книжного магазина и обнаруживают, что «Близнецы Троллей из Академии Андербридж» выставляются на витринах. Снова появляется Лиза, рассказав, что она только сделала вид, что предаёт их, чтобы издатель ввёл пароль. Когда Лиза обняла Барта, она заменила флешку руководителя на флешку Барта с романом о троллях. В результате она смогла напечатать оригинальную версию. Лиза рада узнать, что ее имя наконец занесено в книгу; однако, когда она открывает книгу, то обнаруживает, что как автор указан Нил Гейман…
В финальной сцене Гейман расскрывает, что флешек было три, и он «снова» смог пробиться в список бестселлеров, несмотря на свою неграмотность. Во время титров выясняется, что Мо знал о схеме Геймана и фактически был с ним в союзе с самого начала. Эти двое празднуют тост на пляже Шелбевилля, но Гейман обманывает Мо и отравляет его напиток…